# Великі Кулики
Великі Кулики́ (рос. Большие Кулики) — присілок у складі Верхошижемського району Кіровської області, Росія. Входить до складу Верхошижемського міського поселення.
Населення становить 126 осіб (2010, 159 у 2002).
Національний склад станом на 2002 рік — росіяни 95 %.